# USS O’Bannon (DD-450)
USS O’Bannon (DD/DDE-450) — эскадренный миноносец типа «Флетчер», состоявший на вооружении ВМС США. Участник Второй Мировой войны, войн в Корее и Вьетнаме. Во время Второй Мировой войны получил 17 Боевых звёзд, став самым заслуженным эсминцем американского флота. Второй корабль ВМС США, названный в честь лейтенанта Корпуса Морской пехоты Пресли О’Бэннона, героя битвы при Дерне.
Заложен 3 марта 1941 года на верфи Bath Iron Works в городе Бат, штата Мэн. Спущен на воду 19 февраля 1942 года, вступил в строй 26 июня 1942 года. Первый командир — коммандер Эдвин Уилкинсон. O’Bannon и Nicholas стали первыми эсминцами этого типа, спущенными на воду.

## История

### 1942 год
После короткого периода боевой подготовки в Карибском море, O’Bannon вышел из Бостона и направился на Тихий океан, где начиналась долгая и трудная битва за Гуадалканал.
9 октября O’Bannon вышел из пункта базирования в Нумеа и направился к Гуадалканалу, сопровождая эскортный авианосец Copahee. Оказав поддержку осаждённому японцами аэродрому Хендерсон Филд, корабль вернулся к эскортной службе в районе Гебридских и Соломоновых островов.
7 ноября в Нумеа O’Bannon был включён в состав соединения адмирала Каллагэна, которое готовилось выйти в море и доставить на Гуадалканал боеприпасы, провизию и запасные части для самолётов.
На подходе к Гуадалканалу эсминец обнаружил японскую подводную лодку и отогнал её орудийным огнём. Во второй половине дня 12 ноября частично разгруженные транспорты подверглись атаке 16 японских торпедоносцев. 11 из них были сбиты, четыре самолёта записали на свой счёт моряки O’Bannon.

13 ноября к месту развития событий подошли крупные силы японского флота — два линкора, лёгкий крейсер и четырнадцать эсминцев. Им противостоял американский отряд, включавший два тяжёлых и три лёгких крейсера, а также восемь эсминцев. Ожесточённое сражение состоялось в проливе Силарк, позднее названном Железное дно из-за большого числа потопленных в нём кораблей. В ходе боя O’Bannon смело атаковал японский линейный крейсер Hiei, подойдя к нему так близко, что японцы не могли использовать артиллерию главного калибра. Орудийный огонь американских кораблей нанёс японскому тяжелому кораблю сильные повреждения и на следующий день он был добит авиацией.
В ходе этого тяжёлого боя американцы потеряли два лёгких крейсера и четыре эсминца. На борту одного из кораблей погиб адмирал Норман Скотт. Главным успехом для американцев стало то, что японские корабли вынуждены были отвернуть и тем самым был сорван их план по бомбардировке аэродрома Хендерсон Филд. На следующий день самолёты, взлетавшие с этого важного аэродрома, потопили одиннадцать японских транспортных судов.
Конец октября корабль провёл, сопровождая конвои из Нумеа и Эспириту Санто к Гуадалканалу и Тулаги, а также обстреливая позиции противника на Гуадалканале, Мунде и Коломбангара.

### 1943 год

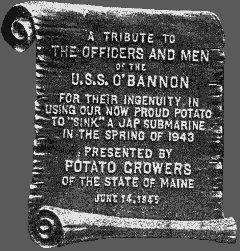
Табличка в память о «Картофельном инциденте»

5 апреля O’Bannon обнаружил шедшую в надводном положении японскую субмарину Ro-34 и попытался таранить её. В последний момент эсминец отвернул в сторону из-за опасения, что на борту подводной лодки могут быть мины и взрыв повредит корабль. Японские моряки попытались открыть огонь из палубного орудия. Американские матросы, не имевшие ручного оружия, забросали японцев картофелем. Те приняли картофелины за ручные гранаты. Эта хитрость дала возможность эсминцу отойти от подводной лодки и артиллерийским огнём повредить её рубку. Несмотря на повреждения, японская субмарина сумела погрузиться, однако последовавшая атака глубинными бомбами стала для неё роковой.
Боевые действия в этот период были очень интенсивными. Корабли практически не стояли в портах, заходя только на несколько часов для заправки и пополнения припасов. 6 июля, в ходе битвы в заливе Кула, O’Bannon в составе соединения столкнулся с десятью японскими эсминцами. Несмотря на потерю лёгкого крейсера, американские корабли вынудили противника отступить. Неделей спустя в ходе сражения у Коломбангара потопили японский лёгкий крейсер Jintsū, потеряв один эсминец.

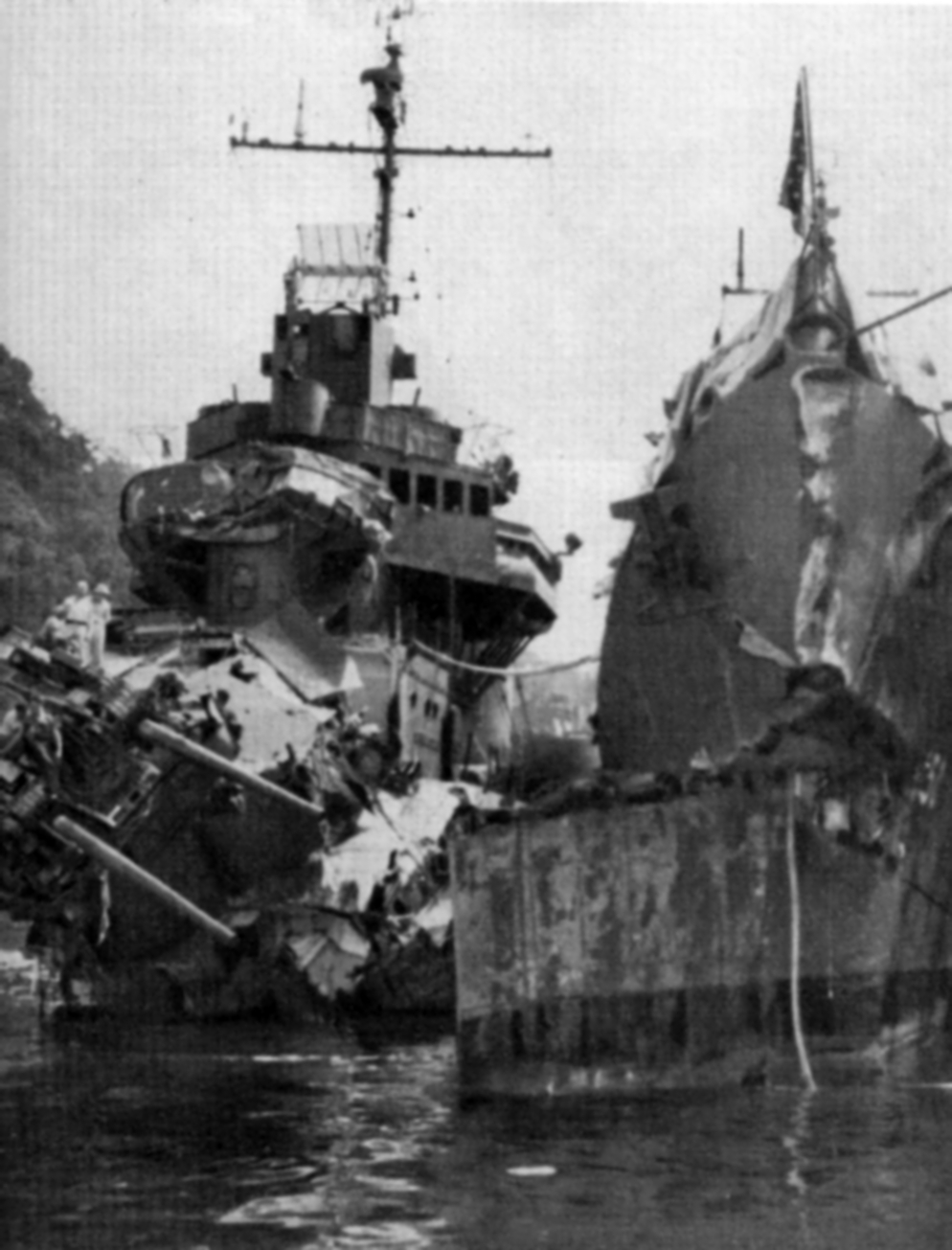
Эсминцы Selfridge и O’Bannon (справа) после боя у Велья-Лавелья

Большую часть следующих двух месяцев, O’Bannon находился в заливе Велья, прикрывая высадки десантов, перехватывая японские конвои и отражая атаки авиации. Кульминацией операции стало сражение у Велья-Лавелья 6 октября, когда японцы попытались эвакуировать свои войска с острова. O’Bannon совместно с Selfridge и Chevalier атаковал японские корабли. Chevalier получил попадание торпедой и на нём взорвался носовой артиллерийский погреб. O’Bannon шедший следом столкнулся с повреждённым кораблём. Тем не менее, совместными усилиями, американские корабли потопили вырвавшийся вперёд эсминец Yūgumo. К месту сражения подошли ещё три американских эсминца и японцы отступили. O’Bannon снял команду с сильно повреждённого Chevalier, который был затоплен.

### 1944 год
После исправления серьёзных повреждений на Тулаги O’Bannon ушёл в США для капитального ремонта. К Соломоновым островам он вернулся 18 марта готовым принять участие в ряде десантных операций, целью которых было освобождение Новой Гвинеи. Позднее, до октября, корабль занимался патрулированием и бомбардировками вражеских позиций. 18 октября вышел в составе конвоя с подкреплениями к острову Лейте. 24 октября конвой достиг места назначения. В ходе битвы эсминец патрулировал вход в залив, подвергаясь атакам вражеской авиации.

### 1945 год
До июня 1945 года O’Bannon действовал на Филиппинах, прикрывая конвои и оказывая артиллерийскую поддержку в ходе высадок в Ормок Бэй, Миндоро, заливе Лингайен, Батаане, Коррегидоре, Палаване, Замбоанга, Себу и Сарабоа. В ходе боёв в заливе Лингайен, O’Bannon и три других эсминца атаковали и потопили японскую подводную лодку (по послевоенным японским данным, вероятно — Ro-115). В конце апреля корабль ненадолго ушёл от Филиппин, для оказания огневой поддержки при высадке на острове Таракан и последующем тралении на подходах к нему.
17 июня O’Bannon вышел с группой эскортных авианосцев с Окинавы для нанесения удара по островам Сакисима. В июле он осуществлял прикрытие ударных авианосцев, атаковавших Хонсю и Хоккайдо.
До 27 августа эсминец патрулировал вдоль побережья острова Хонсю, а затем перешёл в Токийский залив, где вошёл в состав эскорта линкора Missouri, на борту которого была оформлена капитуляция Японии.
1 сентября корабль ушёл в США, где 21 мая 1946 года был выведен в резерв на базе в Сан-Диего.

### 1949—1962 годы
С 17 января 1949 по 10 февраля 1950 года O’Bannon был переоснащён в эскортный эсминец на верфи Long Beach Naval Shipyard. 26 марта 1949 года получил номер DDE-450.
19 февраля 1951 года вновь вступил в строй на базе в Пёрл-Харбор. 19 ноября вышел на первую боевую службу к берегам Кореи, где на протяжении семи месяцев осуществлял прикрытие авианосцев.
В 1952 году принимал участие в обеспечении ядерных испытаний на атолле Эниветок. В апреле 1953 года осуществлял патрулирование в Тайваньском проливе. Позже участвовал в противолодочных манёврах у берегов Японии.
Период между войнами в Корее и Вьетнаме прошёл для корабля в напряжённом графике — полугодовые службы на Дальнем Востоке чередовались с боевой подготовкой на базе в Пёрл-Харбор и текущими ремонтными работами. За время несения службы посещал порты Японии, Филиппин, Тайваня. Наносил визиты в Австралию и Новую Зеландию, приуроченные к памятным мероприятиям, посвящённым годовщине сражения в Коралловом море. Участвовал в совместных учениях с кораблями стран SEATO. Летом и осенью 1962 года обеспечивал проведение ядерных испытаний на атолле Джонстон.

### 1964—1970 годы
В 1964 году корабль принимал участие в съёмках фильма «In Harm’s Way».
В декабре 1964 года начал свою первую службу во Вьетнаме, в роли корабля прикрытия для авианосца Kitty Hawk. В течение мая и июня 1965 года еженедельно выходил на обстрелы береговых целей — лагерей Вьетконга и сосредоточений войск противника.
30 июля эсминец-ветеран через Йокосуку вернулся в Пёрл-Харбор для подготовки к выполнению роли спасательного корабля в программе Аполлон. В сентябре принимал участие в обеспечении миссии Джемини-11. Весной 1967 года посетил с визитом Гуам, а в июле вернулся в Пёрл-Харбор для подготовке к новой боевой службе.
28 сентября вышел к берегам Японии, 7 октября зашёл в Йокосуку, а 15 октября пришёл в Субик Бэй. Совместно с авианосцем Constellation перешёл в зону боевых действий, где находился до 4 ноября. После двухнедельного отдыха направился к Данангу для обстрела береговых целей. В начале декабря посетил Тайвань, а 15 декабря вернулся к берегам Вьетнама для действий к югу от демилитаризованной зоны. Двумя днями позже участвовал в операции по спасению экипажа сбитого самолёта и попал под обстрел береговых батарей противника, но избежал повреждений. Конец 1967 года провёл, оказывая артиллерийскую поддержку наземным частям.
30 января 1970 года вместе с Nicholas был исключён из состава ВМС. 6 июня был продан на слом и, спустя два года, разобран.

## Награды
За действия в ходе Второй Мировой войны эсминец был награждён 17 Боевыми звёздами и Президентским упоминанием. Ещё три звезды O’Bannon получил в ходе боевых действий в Корее. Получил прозвище «Lucky O», так как ни один из членов его экипажа не был награждён Пурпурным сердцем.
Служивший на борту O’Bannon в 1942—43 годах, коммандер Джордж Филип младший был награждён Серебряной Звездой.